# Сандугач (Янаульский район)
Сандугач (баш. Һандуғас) — село в Янаульском районе Башкортостана, административный центр Сандугачевского сельсовета.

## Географическое положение
Расположено на северо-востоке района, на правом берегу реки Сандугач. Расстояние до:
- районного центра (Янаул): 16 км,
- ближайшей ж/д станции (Рабак): 10,5 км.

Находится на пересечении автодорог, ведущих: на запад — в Янаул, на восток — в Максимово, Старый Курдым, Верхние Татышлы, на север — в Рабак, Большой Гондыр, Куеду.

## История
Деревня основана во второй половине XIX века, около 1865 года предположительно жителями деревни Верхний Чат. Слово «Сандугач» в переводе означает «соловей».
В 1896 году в деревне Сандыгуч Кызылъяровской волости VII стана Бирского уезда Уфимской губернии — 85 дворов и 458 жителей (249 мужчин, 209 женщин), мечеть и хлебозапасный магазин.
В 1906 году — 86 дворов и 482 человека (255 мужчин, 227 женщин), имелись мечеть, хлебозапасный магазин и бакалейная лавка.
По данным подворной переписи, проведённой в уезде в 1912 году, деревня Салдыгучева (Сандыгуч) входила в состав Кызылъяровского сельского общества Кызылъяровской волости. В деревне имелось 97 хозяйств башкир-вотчинников (из них 9 без надельной земли), где проживало 533 человека (270 мужчин, 263 женщины). Количество надельной земли составляло 1695 казённые десятины (из неё 42,35 сдано в аренду), в том числе 1452 десятины пашни и залежи, 218 десятин леса, 6 десятин сенокоса, 19 десятин усадебной земли и 9 — неудобной земли. Также 117,03 десятины земли было арендовано. Посевная площадь составляла 524,42 десятины, из неё 51,8 % занимала рожь, 36,9 % — овёс, 8,6 % — греча, 1,3 % — просо, остальные культуры (в основном горох и полба) занимали 1,4 % посевной площади. Из скота имелось 179 лошадей, 251 голова КРС, 363 овцы и 11 коз. 4 хозяйства держали 43 улья пчёл.
В 1920 году по официальным данным в деревне Сандугуч той же волости 104 двора и 494 жителя (228 мужчин, 266 женщины) с преобладанием башкир, по данным подворного подсчета — 548 татар и 6 башкир в 102 хозяйствах.
В 1926 году деревня относилась к Янауловской волости Бирского кантона Башкирской АССР.
Сандугачский сельский совет был образован в 1918 году, в 1928 году переведен в деревню Арлян.
В 1930 году образованы два колхоза — «Кушай» и «Кызыл йолдыз», объединившиеся в следующем году в колхоз «Октябрь юлы». В 1938 году открыта изба-читальня.
В 1939 году в деревне Сандугач Арляновского сельсовета Янаульского района — 529 жителей.
В 1951 году деревни Сандугач, Барабановка и Новая Кирга объединились в колхоз им. Матросова, который вошёл в 1957 году в состав колхоза им. Мичурина.
В 1954 году Арляновский сельсовет был включен в состав Максимовского, переименованного в 1958 году в Сандугачский.
В 1959 году в селе Сандугач, центре Сандугачского сельсовета — 487 жителей, в 1970-м — 526 человек. В 1979 году — 456 жителей.
В 1989 году в селе 415 жителей.
В 2002 году — 437 человек (198 мужчин, 239 женщин), преобладают башкиры (53 %).
В 2002 году колхоз им. Мичурина преобразован в СПК, с 2006 года — ООО «АгроМ».
В 2010 году — 431 человек (201 мужчина, 230 женщин).

## Население
| 2002 | 2009 | 2010 |
| ---- | ---- | ---- |
| 437  | ↗466 | ↘431 |

## Инфраструктура
- Имеются средняя школа (новое здание построено в 2008 году[4]), детский сад, фельдшерско-акушерский пункт, сельский дом культуры, библиотека[3].
- Из производственных объектов — зерноток, машинно-тракторная мастерская, молочно-товарная ферма[18].
- Есть также кладбище, магазины, АЗС, столовая, почтовое отделение[18].

## Религия
В селе есть мечеть «Нур» (открылась в 2015 году).